# Lauren Harris

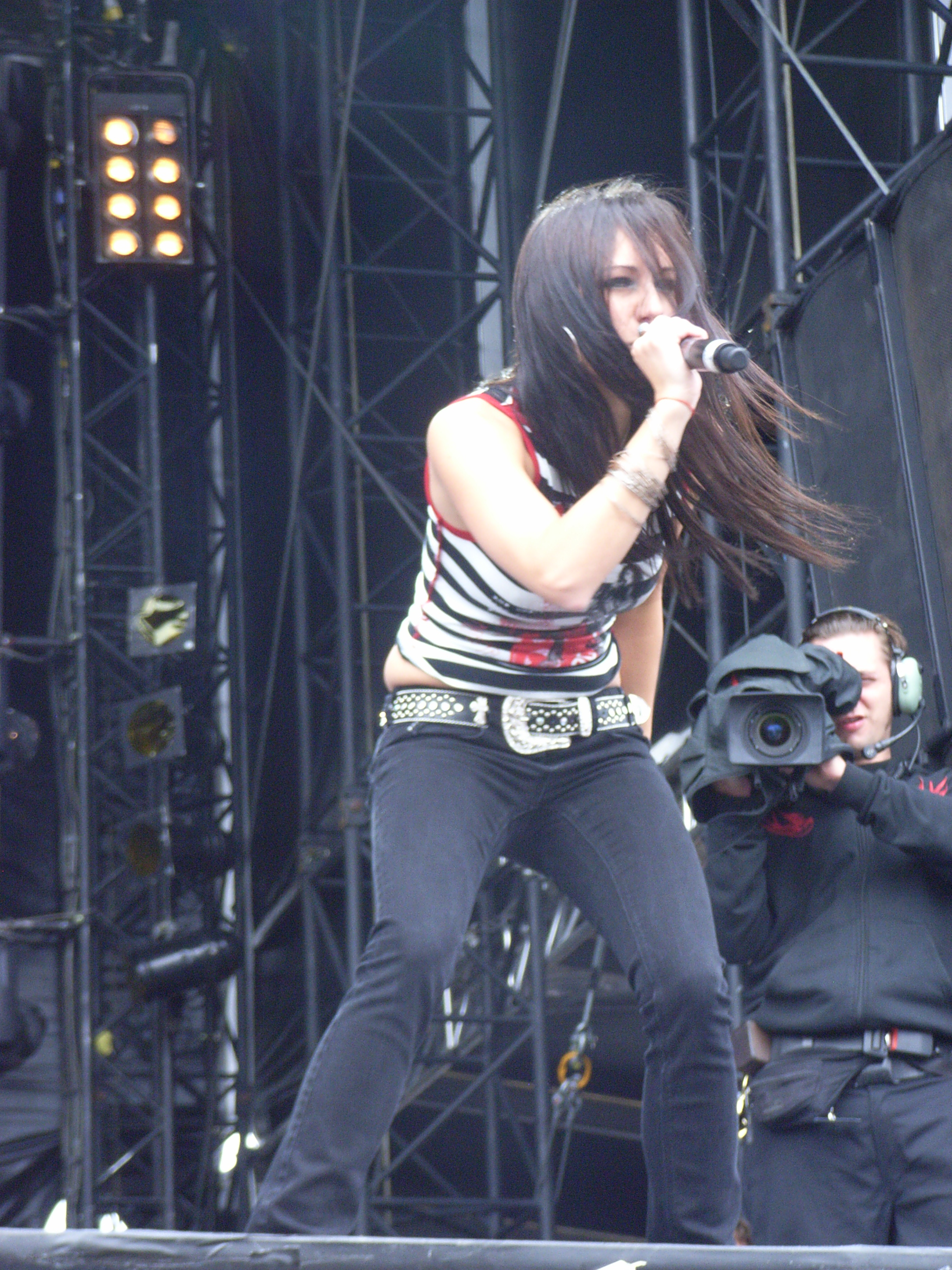
Lauren Harris op Graspop 2007

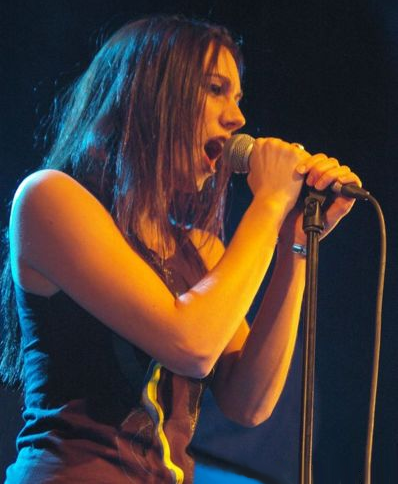
Lauren Harris.

Lauren Harris (Londen, 6 juli 1984) is een Brits zangeres. Ze is de dochter van Iron Maiden-bassist, -oprichter en -leider Steve Harris. Ze is opgegroeid met muziek en mocht op jonge leeftijd al met 'papa Steve' mee naar verschillende Iron Maiden-concerten. In tegenstelling tot de heavy metal van haar vader maakt Lauren poprock die doet terugdenken aan de jaren 70 en de jaren 80.
Tijdens de A Matter of Life and Death-tour speelde ze, samen met de Amerikaanse band Trivium, in het voorprogramma van Iron Maiden. 23 juni 2007 speelde ze ook op het Graspop Metal Meeting-festival.
Dit jaar zat ze ook in het voorprogramma van Iron Maiden, tijdens hun wereldtour. In Assen maakte ze samen met Kamelot en de Nederlandse Within Temptation deel uit van het voorprogramma van Maiden.

## Bezetting
De begeleidingsband van Lauren Harris bestaat uit:
- Richie Faulkner (gitaar)
- Randy Gregg (bas)
- Tom McWilliams (drums)

- International Standard Name Identifier: 0000 0000 5791 4760
- Library of Congress Control Number: no2009039090
- MusicBrainz: d8b16bef-6a61-41e8-ac20-0f504190c51a
- Virtual International Authority File: 83592788
- WorldCat: E39PBJcwGf8RHfp3wrDvjk94bd